# Kalabari
El kalabari és una llengua ijo que parlen els kalabaris al sud de Nigèria, a les LGAs de Degema, d'Akulga, d'Asaritoru i de Port Harcourt, a l'estat de Rivers.
El kalabari és una llengua de la família lingüística de les llengües ijo orientals. Concretament pertany al grup lingüístic de les llengües ido orientals del nord-est; les altres llengües d'aquest grup lingüístic són l'nkoroo, l'ibani i el kirike. El kalabari és intel·ligible amb el kirike i l'ibani. Totes elles es parlen a Nigèria.

## Ús de la llengua
El kalabari és una llengua desenvolupada (5), està estandarditzada i gaudeix d'un ús vigorós en persones de totes les edats i generacions. Té una gramàtica des del 2001 i s'escriu en alfabet llatí. L'ethnologue mostra que el 1989 hi havia 248.000 parlants de kalabari.

## Població i religió
El 96% dels 410.000 kalabaris són cristians; el 80% són protestants, el 10% són catòlics i el 10% pertanyen a esglésies cristianes independents. El 4% dels kalabaris restants creuen en religions tradicionals africanes.